# Wydad Athletic Club
O Wydad Athletic Club, mais conhecido como Wydad Casablanca, é um clube de futebol profissional marroquino sediado em Casablanca. Fundado em 8 de maio de 1937, manda seus jogos no Estádio Mohammed V, com capacidade para 45.000 pessoas. O clube é o maior campeão de seu país, com 22 ligas e 9 copas, ainda possui três Liga dos Campeões da CAF, uma Recopa da CAF e uma Supercopa da CAF. Possui uma forte rivalidade com o Raja Casablanca.

## Títulos
| INTERCONTINENTAIS | INTERCONTINENTAIS                  | INTERCONTINENTAIS | INTERCONTINENTAIS |
|                   | Competição                         | Títulos           | Temporadas |
| ----------------- | ---------------------------------- | ----------------- | --- |
|                   | Campeonato Afro-Asiático de Clubes | 1                 | 1993 |
| CONTINENTAIS      |                                    |                   | |
|                   | Competição                         | Títulos           | Temporadas |
|                   | Liga dos Campeões da CAF           | 3                 | 1992, 2017, 2021–22 |
| Africa            | Recopa da CAF                      | 1                 | 2002 |
| Africa            | Supercopa da CAF                   | 1                 | 2018 |
| INTERNACIONAIS    |                                    |                   | |
|                   | Competição                         | Títulos           | Temporadas |
|                   | Liga dos Campeões Árabes           | 1                 | 1989 |
|                   | Supercopa Árabe                    | 1                 | 1992 |
| NACIONAIS         |                                    |                   | |
|                   | Competição                         | Títulos           | Temporadas |
|                   | Campeonato Marroquino              | 22                | 1947–48, 1948–49, 1949–50, 1950–51, 1953–54, 1956–57, 1965–66, 1968–69, 1975–76, 1976–77, 1977–78, 1985–86, 1989–90, 1990–91, 1992–93, 2005–06, 2009–10, 2014–15, 2016–17, 2018–19, 2020–21, 2021–22 |
|                   | Taça do Trono                      | 9                 | 1970, 1978, 1979, 1981, 1989, 1994, 1997, 1998, 2001 |

- Copa Mohamed V: 1979
- Campeonato Norte-Africano: 1948, 1949, 1950
- Copa Norte-Africana: 1949